# Gymneleotris
Gymneleotris is een monotypisch geslacht van straalvinnige vissen uit de familie van grondels (Gobiidae).

## Soort
- Gymneleotris seminuda (Günther, 1864)